# Jon Davis (baloncestista)
Jon Davis (Upper Marlboro, Maryland, 8 de noviembre de 1996) es un baloncestista estadounidense que pertenece a la plantilla del Hapoel Haifa B.C. de la Ligat ha'Al. Con 1,88 metros de estatura, juega en la posición de base.

## Trayectoria deportiva

### Universidad
Jugó cuatro temporadas con los 49ers de la Universidad de Charlotte, en las que promedió 17,5 puntos, 4,5 asistencias, 3,6 rebotes y 1,0 robos de balón por partido. En su primera temporada fue incluido en el mejor quinteto freshman de la Conference USA, mientras que en 2017 y 2019 lo fue en el segundo mejor quinteto de la conferencia.

### Profesional
Tras no ser elegido en el Draft de la NBA de 2019, disputó las Ligas de Verano de la NBA con los Brooklyn Nets, con los que disputó dos partidos, promediando 1,0 puntos y 1,0 rebotes. El 12 de octubre firmó contrato con Orlando Magic para disputar la pretemporada, pero fue poco después asignado a su filial en la G League, los Lakeland Magic. En su primera temporada, saliendo desde el banquillo, promedió 6,2 puntos y 2,3 rebotes por partido.
El 2 de noviembre de 2020, Davis firmó con OKK Borac del Campeonato de Bosnia y Herzegovina. Promedió 10,9 puntos, 2,8 asistencias y 2,3 rebotes por partido en la liga bosnia.
El 20 de septiembre de 2021 firmó con el KK EuroNickel 2005 de la Liga de Macedonia, con los que disputó cinco partidos.
En 2021-22 jugó con KK Bosna. Promedió 23,6 puntos (liderando la liga) y 5,3 asistencias (sexto) por partido, y anotó un 83,8% desde la línea de tiros libres.
In 2022-23 jugó con el KK Mladost Zemun. Promedió 19,4 puntos (cuarto en la liga) y 4,0 asistencias por partido, mientras anotaba un 84,3% desde la línea de tiros libres.
El 22 de marzo de 2023 firmó con la Juventus Utena de la Liga de Baloncesto de Lituania (LKL). Promedió 15,9 puntos, 2,8 rebotes y 3,9 asistencias por partido, lanzando con una efectividad del 55,7% de tiros de campo.
El 12 de agosto de 2023, Davis firmó un contrato por un año con el Lietkabelis Panevėžys de la liga lituana (LKL) y la EuroCup. El 13 de septiembre fue despedido tras seis partidos de pretemporada.
El 19 de septiembre de 2023 firmó un contrato de dos meses con el BC Šiauliai de la liga lituana (LKL), con quien disputó ocho partidos, promediando 11,9 puntos.
En diciembre de 2023 firmó con el Hapoel Haifa de la Ligat ha'Al israelí.